# Enchenberg
 Enchenberg  es una población y comuna francesa, en la región de Lorena, departamento de Mosela, en el distrito de Sarreguemines y cantón de Bitche.

## Demografía
| 1255 | 1277 | 1214 | 1142 | 1197 | 1192 |
| Para los censos de 1962 a 1999 la población legal corresponde a la población sin duplicidades (Fuente: INSEE [Consultar]) |      |      |      |      |      |